# Giải bóng đá hạng ba quốc gia Cộng hòa Síp 2009–10
Giải bóng đá hạng ba quốc gia Cộng hòa Síp 2009–10 là mùa giải thứ 39 của giải bóng đá hạng ba Cộng hòa Síp. Chalkanoras Idaliou giành danh hiệu thứ 2.

## Thể thức thi đấu
Có 14 đội bóng tham gia Giải bóng đá hạng ba quốc gia Cộng hòa Síp 2009–10. Tất cả các đội thi đấu với nhau hai lần, một ở sân nhà và một ở sân khách. Đội bóng nhiều điểm nhất vào cuối mùa giải sẽ là đội vô địch. Ba đội đầu bảng sẽ lên chơi ở Giải bóng đá hạng nhì quốc gia Cộng hòa Síp 2010–11 và ba đội cuối bảng xuống chơi tại Giải bóng đá hạng tư quốc gia Cộng hòa Síp 2010–11.

### Hệ thống điểm
Các đội bóng nhận được 3 điểm cho một trận thắng, 1 điểm cho một trận hòa và 0 điểm cho một trận thua.

## Thay đổi so với mùa giải trước
Các đội bóng thăng hạng Giải bóng đá hạng nhì quốc gia Cộng hòa Síp 2009–10
- Akritas Chlorakas
- Frenaros FC
- Othellos Athienou

Các đội bóng xuống hạng từ Giải bóng đá hạng nhì quốc gia Cộng hòa Síp 2008–09
- Chalkanoras Idaliou
- THOI Lakatamia
- Ethnikos Assia

Các đội bóng thăng hạng từ Giải bóng đá hạng tư quốc gia Cộng hòa Síp 2008–09
- Achyronas Liopetriou
- ENAD Polis Chrysochous
- Iraklis Gerolakkou

Các đội bóng xuống hạng Giải bóng đá hạng tư quốc gia Cộng hòa Síp 2009–10
- Anagennisi Trachoniou
- Orfeas Nicosia
- OlymVị thứ Xylofagou

## Sân vận động và địa điểm
| Câu lạc bộ  | Địa điểm                           |
| ----------- | ---------------------------------- |
| AEZ         | Zakaki Municipal Stadium           |
| AEK         | Chloraka Municipal Stadium         |
| Adonis      | Adonis Idaliou Stadium             |
| Anagennisi  | Anagennisi Football Ground         |
| Achyronas   | Liopetri Municipal Stadium         |
| Digenis     | Xylotympou Municipal Stadium       |
| Elpida      | Michalonikion Stadium              |
| Ethnikos    | Stadium Keryneia Epistrophi        |
| ENAD        | Poli Chrysochous Municipal Stadium |
| THOI        | EN THOI Stadium                    |
| Kissos      | Kissonerga Municipal Stadium       |
| Iraklis     | Kykkos Stadium                     |
| Spartakos   | Kiti Municipal Stadium             |
| Chalkanoras | Chalkanoras Stadium                |

## Bảng xếp hạng
| Vị thứ | Đội bóng               | St. | T. | H. | B. | BT. | BB. | HS. | Đ  | Ghi chú                                                                 | Thành tích đối đầu |
| ------ | ---------------------- | --- | -- | -- | -- | --- | --- | --- | -- | ----------------------------------------------------------------------- | ------------------ |
| 1      | Chalkanoras Idaliou    | 26  | 18 | 5  | 3  | 74  | 24  | 50  | 59 | Vô địch-Thăng hạng Giải bóng đá hạng nhì quốc gia Cộng hòa Síp 2010–11. |                    |
| 2      | Adonis Idaliou         | 26  | 12 | 11 | 3  | 47  | 28  | 19  | 47 | Thăng hạng Giải bóng đá hạng nhì quốc gia Cộng hòa Síp 2010–11.         |                    |
| 3      | Anagennisi Deryneia    | 26  | 13 | 7  | 6  | 42  | 29  | 13  | 46 | Thăng hạng Giải bóng đá hạng nhì quốc gia Cộng hòa Síp 2010–11.         |                    |
| 4      | ENAD Polis Chrysochous | 26  | 10 | 7  | 9  | 41  | 36  | 5   | 37 |                                                                         | ENAD 4p AEZ 1p     |
| 5      | AEZ Zakakiou           | 26  | 10 | 7  | 9  | 42  | 41  | 1   | 37 |                                                                         | ENAD 4p AEZ 1p     |
| 6      | AEK Kouklia            | 26  | 9  | 8  | 9  | 37  | 39  | -2  | 35 |                                                                         |                    |
| 7      | Elpida Xylofagou       | 26  | 9  | 7  | 10 | 25  | 32  | -7  | 34 |                                                                         |                    |
| 8      | Spartakos Kitiou       | 26  | 9  | 6  | 11 | 41  | 36  | 5   | 33 |                                                                         |                    |
| 9      | Iraklis Gerolakkou     | 26  | 9  | 5  | 12 | 40  | 50  | -10 | 32 | Iraklis 4p Ethnikos 1p                                                  |                    |
| 10     | Ethnikos Assia         | 26  | 8  | 8  | 10 | 32  | 40  | -8  | 32 | Iraklis 4p Ethnikos 1p                                                  |                    |
| 11     | Digenis Oroklinis      | 26  | 8  | 7  | 11 | 36  | 50  | -14 | 31 |                                                                         |                    |
| 12     | THOI Lakatamia         | 26  | 7  | 6  | 13 | 37  | 48  | -11 | 27 | Xuống hạng Giải bóng đá hạng tư quốc gia Cộng hòa Síp 2010–11.          |                    |
| 13     | Kissos Kissonergas     | 26  | 6  | 8  | 12 | 30  | 39  | -9  | 26 | Xuống hạng Giải bóng đá hạng tư quốc gia Cộng hòa Síp 2010–11.          |                    |
| 14     | Achyronas Liopetriou   | 26  | 5  | 6  | 15 | 20  | 52  | -32 | 21 | Xuống hạng Giải bóng đá hạng tư quốc gia Cộng hòa Síp 2010–11.          |                    |

Hệ thống điểm: Thắng=3 điểm, Hòa=1 điểm, Thua=0 điểm
Luật xếp hạng: 1) điểm; 2) điểm thành tích đối đầu; 3) hiệu số thành tích đối đầu; 4) số bàn thắng sân khách đối đầu; 5) hiệu số; 6) số bàn thắng

Nguồn: League standings at CFA

## Kết quả
| ↓Home / Away→ | DNA | AEZ | AEK | ANG | ACR | DGN | THL | ETN | ELP | END | IRK | KSS | SPR | CHL |
| ------------- | --- | --- | --- | --- | --- | --- | --- | --- | --- | --- | --- | --- | --- | --- |
| Adonis        |     | 3-0 | 3-2 | 2-0 | 5-1 | 3-1 | 1-0 | 4-1 | 2-1 | 2-2 | 2-1 | 0-0 | 1-1 | 2-2 |
| AEZ           | 0-2 |     | 0-2 | 3-0 | 1-1 | 1-2 | 2-2 | 3-2 | 1-0 | 1-1 | 2-0 | 5-1 | 1-0 | 1-3 |
| AEK           | 1-0 | 2-2 |     | 2-4 | 4-1 | 4-0 | 3-1 | 2-0 | 1-0 | 0-0 | 0-1 | 0-5 | 2-2 | 0-0 |
| Anagennisi    | 1-1 | 1-2 | 4-1 |     | 2-0 | 4-0 | 1-1 | 2-0 | 1-1 | 2-1 | 2-2 | 2-1 | 0-3 | 2-0 |
| Achyronas     | 1-1 | 0-1 | 1-0 | 1-2 |     | 2-1 | 0-1 | 2-2 | 0-2 | 3-1 | 2-1 | 0-1 | 4-3 | 0-0 |
| Digenis       | 2-2 | 1-1 | 1-1 | 0-1 | 0-0 |     | 4-0 | 0-4 | 2-0 | 3-0 | 3-2 | 0-1 | 4-3 | 4-3 |
| THOI          | 1-4 | 1-3 | 2-2 | 1-3 | 3-0 | 2-0 |     | 1-1 | 4-1 | 3-2 | 2-4 | 3-0 | 2-1 | 1-2 |
| Ethnikos      | 0-0 | 2-2 | 2-1 | 0-2 | 2-0 | 1-1 | 1-1 |     | 1-0 | 1-2 | 2-2 | 2-1 | 3-2 | 3-1 |
| Elpida        | 2-1 | 2-1 | 3-0 | 2-1 | 1-1 | 1-0 | 2-2 | 0-0 |     | 3-2 | 0-0 | 1-1 | 1-0 | 1-1 |
| ENAD          | 0-2 | 4-1 | 2-2 | 1-1 | 1-0 | 2-2 | 3-1 | 2-0 | 2-0 |     | 0-2 | 3-0 | 4-1 | 1-2 |
| Iraklis       | 2-2 | 0-6 | 1-2 | 0-1 | 2-0 | 4-1 | 2-1 | 1-0 | 0-1 | 2-3 |     | 4-3 | 3-2 | 0-3 |
| Kissos        | 2-2 | 2-2 | 1-2 | 0-0 | 1-0 | 1-2 | 2-1 | 1-2 | 2-0 | 0-0 | 2-2 |     | 0-1 | 1-3 |
| Spartakos     | 0-0 | 1-0 | 0-0 | 2-1 | 6-0 | 1-1 | 2-0 | 2-0 | 3-0 | 0-1 | 2-1 | 1-1 |     | 1-4 |
| Chalkanoras   | 4-0 | 6-0 | 3-1 | 2-2 | 8-0 | 6-1 | 2-0 | 5-0 | 3-0 | 2-1 | 6-1 | 1-0 | 2-1 |     |

Nguồn: Results at CFA